# Robert Drews
Robert Drews és un professor emèrit d'estudis clàssics de la Universitat Vanderbilt a Nashville (Tennessee-Estats Units)